# Le Puiset

Le Puiset este o comună în departamentul Eure-et-Loir, Franța. În 1 ianuarie 2018 avea o populație de 428 de locuitori.